# Villiers II
Villiers II là một loại máy bay tiêm kích của Pháp trong thập niên 1930.

## Quốc gia sử dụng
Pháp
- Aéronautique Maritime

## Tính năng kỹ chiến thuật (Vil 2AMC2)
Dữ liệu lấy từ The Complete Book of Fighters 
Đặc điểm tổng quát
- Kíp lái: 2
- Chiều dài: 9,50 m (31 ft 2 in)
- Sải cánh: 13 m (42 ft 8 in)
- Chiều cao: 3,96 m (12 ft 11⅞ in)
- Diện tích cánh: 40 m² (431 sq ft)
- Trọng lượng rỗng: 1.260 kg (2.780 lb)
- Trọng lượng có tải: 1.900 kg (4.190 lb)
- Động cơ: 1 × Lorraine-Dietrich 12Eb, 450 hp (338 KW)

 Hiệu suất bay 
- Vận tốc cực đại: 217 km/h (117 knot, 135 mph) trên mực nước biển
- Trần bay: 6.250 m [2] (20.500 ft)
- Thời gian bay: 3 h
- Lên độ cao 6.000 m (19.700 ft): 28 phút

Trang bị vũ khí

- Súng: 

  - 2× (súng máy Vickers .303 in 7,7 mm
  - 2× Súng máy Lewis 303 in 7,7 mm